# Intertype-Fotosetter
Der Intertype-Fotosetter ist eine fotografisch arbeitende Schriftsetzmaschine der Firma Harris-Intertype Corporation, Cleveland (Ohio). Sie basiert auf der Intertype-Bleisetzmaschine von W. S. Scudder und wurde zwischen 1936 und 1944 entwickelt. Ein Versuchsmodell ging 1945 in der Staatsdruckerei in Washington in Betrieb. Die Serienfertigung begann 1948, 1950 wurde der Fotosetter in Chicago der Öffentlichkeit vorgestellt.

## Technik
Die Funktion ähnelt der des Bleimodells (Intertype Modell F), nur dass die Matrizen jetzt ein Negativschriftbild tragen und statt der Gießkammer eine Belichtungseinrichtung montiert ist. Der Fotosetter wurde hauptsächlich für den Satz von Zeitschriften eingesetzt, daneben für Akzidenzen, Formelsatz, Tabellen, Fließtext und Großschrift. Das Satzergebnis konnte seitenrichtig, seitenverkehrt, positiv und negativ auf Film oder Fotopapier von der Rolle wahlweise in 17, 28, 39 und 48 Cicero Breite) ausgegeben und als Reproduktionsvorlage beim Buchdruck oder für die Montage beim Offset- bzw. Tiefdruck verwendet werden.
Der Fotosetter hat ein Tastenfeld mit 114 Tasten, über das der Text eingegeben wird. Beim Drücken einer Taste wird eine Matrize, auch Fotomat genannt, aus dem Magazin ausgelöst und in die Sammelstelle transportiert. Es können vier Magazine in den Fotosetter eingelegt werden, wobei sich beim Satz jeweils zwei gemischt anwenden lassen. Für die Wortzwischenräume gibt es spezielle Ausschließmatrizen als Halb-, Drittel- oder Viertel-Geviert. Die Maschine besitzt einen automatischen Ausschließmechanismus, der den restlichen Raum der Zeile erkennt und die Abstände für den Blocksatz anpassen kann. Zeilenbreiten bis zu 48 Cicero (modellabhängig) können verarbeitet werden. Die fertig ausgeschlossene Zeile kommt in die Belichtungskammer, wo die einzelnen Fotomats nacheinander auf lichtempfindliches Material belichtet werden. Verschiedene Schriftgrößen werden über ein achtfaches optisches Linsensystem eingestellt, wodurch rund 15 Größen zwischen 4 und 36 Punkt möglich sind. Der Ablegemechanismus arbeitet genau wie bei der Zeilenguss-Intertype. Für Korrekturen gibt es ein spezielles Ausstanzgerät, das die fehlerhafte Zeile ausstanzt und die Korrektur einfügt.

## Intertype-Fotosetter-Super
Das verbesserte Modell „Fotosetter-Super“ wurde Ende 1959 eingeführt und besitzt zusätzliche Fotomat-Sätze in den Größen 6, 8, 12 und 18 Punkt sowie einen neuen Linsenturm mit 14 Linsensystemen. Dies ermöglicht 30 verschiedene Schriftgrade zwischen 3 und 72 Punkt. Die Satzbreite erhöhte sich auf 50 Cicero. Zusätzlich gibt es noch eine Zentriervorrichtung für die Zeilen. Die Satzleistung liegt je nach Anwender zwischen 6000 und 8000 Zeichen in der Stunde, also deutlich unter der Kapazität der Kamera, die bei kleinen Schriftgraden 480 Belichtungen in der Minute leistet.

## Intertype-Fotomatic

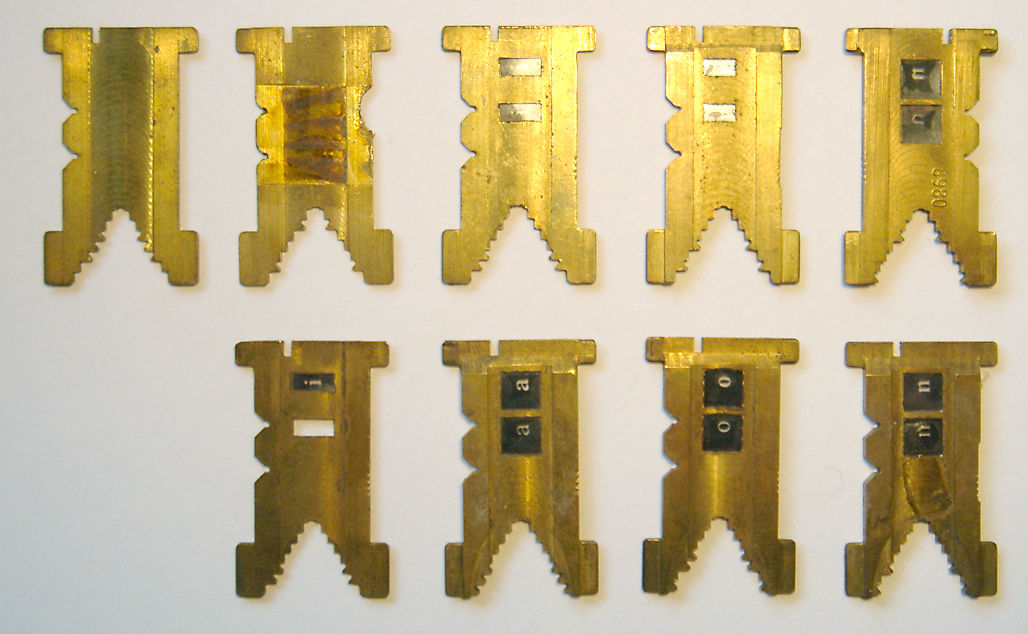
Fotomats der Intertype Fotomatic

Das Nachfolger-Modell „Fotomatic“ wurde 1963 eingeführt und lässt sich sowohl manuell als auch über einen 6-Kanal Lochstreifen steuern. Der Lochstreifen hat eine ähnliche Funktion wie die Lochkarte. Auf jeder Matrize befinden sich zwei Buchstaben in 8 Punkt, jeweils in Grund- und Auszeichnungsschrift. Acht Linsensysteme erlauben die Erzeugung von Schriftgrößen von 4 bis 54 Punkt. Die Belichtungseinheit leistet theoretisch 600 Belichtungen pro Minute (36000 Zeichen pro Stunde) und damit mehr als die in der Praxis über Lochstreifenbetrieb erzielbaren 18000 Zeichen pro Stunde. Trotz der höheren Leistung führte eine vereinfachte Bauweise mit nur noch 90 Tasten und 40 Cicero Satzbreite zu einem mehr als halbierten Verkaufspreis gegenüber dem Fotosetter.

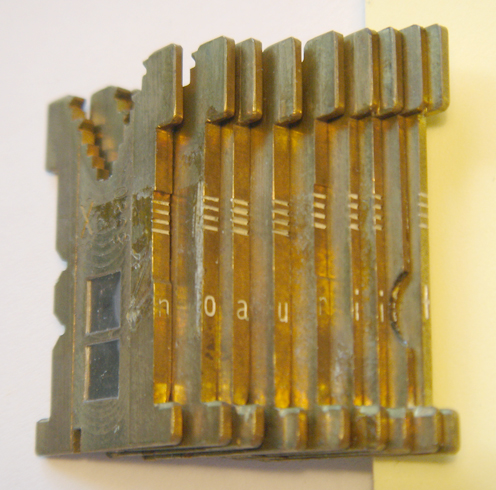
Fotomats der Intertype Fotomatic (Seitenansicht)

 Die Fotomat-Matrizen der Fotomatic bestehen aus Messing. Für die Doppelbuchstaben sind entsprechende Felder ausgespart, in die die Buchstabennegative auf Film – geschützt durch Plexiglas auf beiden Seiten – eingeklebt wurden. Das Einbringen der Buchstabennegative musste unter höchster Präzision erfolgen, um die Standgenauigkeit im Großkegelbetrieb zu gewährleisten. Auf einer Schmalseite sind die Buchstaben zu Informationszwecken noch eingraviert (aber nicht mehr mit Blei ausgießbar), auf der gegenüberliegenden Seite sorgen zwei große Einkerbungen für die Umschaltung zwischen Normal- und Auszeichnungsbuchstaben in der Belichtungseinheit. Für die Ablage im Magazin besitzen die Fotomats die für Zeilensetzmaschinen übliche gezackte Signatur.

## Verbreitung
Der Intertype-Fotosetter kam überwiegend in den USA zum Einsatz. Insgesamt sollen bis 1972 ca. 550 Maschinen weltweit ausgeliefert worden sein. Anfang 1967 gab Intertype auf Anfrage bekannt, in Europa 30 Fotosetter (einer davon in Deutschland) und 12 Fotomatic (vier davon in Deutschland) installiert zu haben. Der Verkaufspreis für den Fotosetter betrug 1968 ca. 152.000,– DM, der Preis für die Fotomatic ca. 65.000,– DM.